# Gustav von Wissmann
Karl Heinrich Gustav von Wissmann (* 16. Juli 1822 in Falkenberg, Kreis Pyritz; † 26. November 1897) war ein deutscher Rittergutsbesitzer und Landrat.

## Leben
Gustav von Wissmann stammte aus der Familie von Wissmann. Sein Vater war 1817 in den preußischen Adelsstand erhoben worden und hatte 1821 Falkenberg im pommerschen Kreis Pyritz gekauft, wo Gustav von Wissmann als sein erstes Kind 1822 geboren wurde. Gustav von Wissmann besuchte das Gymnasium in Stettin und studierte Rechtswissenschaften an der Ruprecht-Karls-Universität Heidelberg, wo er Mitglied des Corps Saxo-Borussia Heidelberg wurde. Nach dem Studium trat er zunächst in den preußischen Staatsdienst, schied 1848 aus und begann das praktische Studium der Landwirtschaft, kehrte aber 1851 in den Staatsdienst zurück. Von 1853 bis 1859 war er Landrat des Landkreises Gladbach in der preußischen Rheinprovinz. 1859 wurde er zur Disposition gestellt und lebte anschließend auf seinem Rittergut Hoffstädt (auch: Hofstedt) bei Deutsch Krone in Westpreußen. Er war Rechtsritter des Johanniterordens.
Gustav von Wissmann war mit Marie Eck aus Berlin verheiratet. Aus der Ehe gingen ein Sohn und zwei Töchter hervor. Seine Tochter Elisabeth war seit 1883 die zweite Ehefrau des Greifswalder Theologieprofessors Martin von Nathusius. Ulrich von Hassell erinnerte sich an ihn 1944 in seinen Aufzeichnungen in der Haft.

## Auszeichnungen
- Ernennung zum Ehrenmitglied des Corps Saxo-Borussia Heidelberg[1]